# آموزگار (فیلم ۱۹۷۷)
«آموزگار» (اسپانیایی: El brigadista‎) یک فیلم است که در سال ۱۹۷۷ منتشر شد.